# نان‌آور (رمان)
نان‌آور (انگلیسی: The Breadwinner) نام یک رمان از نویسنده کانادایی دبورا الیس است که در سال ۲۰۰۰ منتشر شد‌.